# Ourentã
Ourentã ist eine Gemeinde (Freguesia) im portugiesischen Kreis Cantanhede. In ihr leben 1126 Einwohner (Stand 19. April 2021).